# Dimostrazione
La dimostrazione è una serie di ragionamenti logici che, partendo da una ipotesi, porta necessariamente a una tesi. Consiste nel verificare, nel senso di mostrarne la ragionevole verità, un predicato, una frase.

## Dimostrazione in matematica: definizioni
In logica matematica si dice dimostrazione una successione ﬁnita di asserzioni che o sono assiomi o sono ottenute da asserzioni precedenti nella successione mediante l'applicazione del modus ponens. Per dimostrazione di una asserzione ϕ si intende una successione finita costruita in modo tale che l'ultima affermazione della sequenza sia proprio ϕ.
Detto in altri termini, la dimostrazione consiste in «una catena di deduzioni attraverso le quali la verità della proposizione che deve essere dimostrata viene derivata dagli assiomi e da proposizioni precedentemente dimostrate».
Seguendo Carnap, la dimostrazione stabilisce una sequenza di enunciati, ciascuno dei quali deve essere:
1. un enunciato primitivo, oppure
2. un enunciato derivabile da uno (o più d'uno) degli enunciati che lo precedono nella sequenza dimostrativa.[3]

### Teoremi, lemmi e proposizioni
Il risultato finale della catena dimostrativa viene definito come teorema. A questo proposito va segnalato che spesso si incontra un uso sinonimico di altri termini come lemma e proposizione che può indurre in confusione.
Il termine "proposizione" indica la frase in sé: proposizioni sono tutte le frasi di senso compiuto, studiate dalla scienza logica. Il termine "enunciato" indica la proposizione come studiata dalla logica, ovvero nella sua qualità di vera o falsa.
Il termine "lemma" indica un enunciato risultato da una catena dimostrativa, che sia un passaggio intermedio per la dimostrazione di un teorema. Il termine "teorema" indica, infine, l'enunciato che si intende dimostrare.

## Storia
Aristotele fu il primo ad analizzare e definire il concetto di dimostrazione. Nelle opere Analitici primi e Analitici secondi, che sono alla base della logica aristotelica, il filosofo greco studiò le varie forme di ragionamento, arrivando alla nozione di sillogismo, un ragionamento dimostrativo che per deduzione è capace di provare un'affermazione.
Nel medioevo il concetto aristotelico di dimostrazione fu approfondito da vari pensatori, come Averroè che distinse tra una dimostrazione dell'esistenza (quia) ed una dell'essenza (propter quid).
Lo sviluppo successivo degli studi logici accostò sempre più la dimostrazione logica a quella matematica, che nel XIX secolo venne codificata dalla Beweistheorie (teoria della dimostrazione) di David Hilbert.